# Yokosuka B4Y
Le Yokosuka B4Y, aussi désigné « Bombardier d'attaque embarqué de marine Type 96 » (en japonais : « 九六式艦上攻撃機 »), était un bombardier-torpilleur japonais conçu par l'arsenal technique aéronaval de Yokosuka, dans les années 1930.
Utilisé au combat par le Service aérien de la Marine impériale japonaise de 1936 à 1943, le B4Y remplaçait le Mitsubishi B2M et fut le dernier bombardier biplan utilisé opérationnellement par la Marine impériale japonaise. Son nom de code pour les Alliés était Jean.

## Conception et développement
En 1932, la Marine impériale japonaise publia une requête pour un nouvel avion d'attaque embarqué sur porte-avions. Aichi, Mitsubishi et Nakajima répondirent à cette demande et chacun construisit un prototype. Aucun de ces avions ne fut considéré comme satisfaisant, et le service publia donc en 1934 une nouvelle requête, 9-Shi, pour un avion plus performant devant remplacer le Yokosuka B3Y (en).
Le B4Y fut conçu par Sanae Kawasaki au premier arsenal technique aéronaval, à Yokosuka. Envisagé seulement comme un avion temporaire, la marine japonaise voulait un bombardier-torpilleur offrant des performances comparables à celles du chasseur monoplan Mitsubishi A5M. Le résultat fut un biplan doté d'un train d'atterrissage fixe et d'une structure entièrement métallique, avec un revêtement métallique ou en tissu. Afin d'accélérer le développement et la production de l'avion, le B4Y utilisait les ailes du Kawanishi E7K. Le B4Y1 fut également le premier avion d'attaque embarqué de la marine à utiliser un moteur refroidi par air, car le prototype, qui avait été équipé du moteur en étoile Nakajima Hikari-2 (en), avait montré des performances meilleures que celles de ses concurrents.
Les trois membres d'équipage occupaient deux cockpits : Le pilote était dans le cockpit avant, et les deux autres membres (navigateur et radio/mitrailleur) étaient installés dans le cockpit fermé arrière.

## Carrière opérationnelle
Le 12 décembre 1937, trois B4Y1 furent impliqués dans l'incident du Panay, lors d'une attaque japonaise sur la canonnière USS Panay (PR-5) de l'US Navy, alors qu'elle était ancrée sur le fleuve Yang-Tsé près de Nanjing.
Bien qu'étant essentiellement utilisé comme avion embarqué sur des porte-avions, le B4Y1 fut également utilisé comme bombardier à certaines occasions. En 1940, le Nakajima B5N remplaça le B4Y1 dans le rôle d'avion d'attaque embarqué principal des porte-avions. Le B4Y1 resta toutefois en service comme avion d'entraînement avancé et vola depuis les porte-avions Hōshō et Un'yō jusqu'en 1943.
Avant son remplacement, le B4Y1 avait servi pendant la Seconde Guerre sino-japonaise et pendant la bataille de Midway, au cours de laquelle huit de ces avions opérèrent depuis le porte-avions Hōshō. Ce fut l'un de ces avions qui prit des photos du porte-avions Hiryū en flammes, le 5 juin 1942.

## Versions
- 1er prototype : Appareil équipé d'un moteur V12 à refroidissement liquide Hiro Type 91 de 750 ch (559 kW), entraînant une hélice bipale ;
- 2e et 3e prototypes : Avions équipés d'un moteur à 9 cylindres en étoile refroidi par air Nakajima Kotobuki-3 de 640 ch (477 kW), entraînant une hélice bipale ;
- 4e et 5e prototypes, puis appareils de production : Avions équipés d'un à 9 cylindres en étoile refroidi par air Nakajima Hikari-2 de 840 ch (626 kW), entraînant une hélice bipale.

## Chiffres de production
Le B4Y a été fabriqué à hauteur de 205 exemplaires par quatre constructeurs différents :
- Premier arsenal technique aéronaval, à Yokosuka : Cinq prototypes (1935-1936) ;
- Nakajima : 37 appareils de production (1937-1938) ;
- Mitsubishi Heavy Industries, à Nagoya : 135 appareils de production (1937-1938) ;
- 11e arsenal aérien naval, à Hiro : 28 appareils de production (1938).

## Utilisateurs
- Empire du Japon :
  - Service aérien de la Marine impériale japonaise.

Le B4Y1 fut utilisé depuis les porte-avions Akagi, Hōshō, Kaga, Ryūjō et Un'yō, ainsi que dans les 13e et 15e Kōkūtai (groupes aériens).

## Galerie photographique

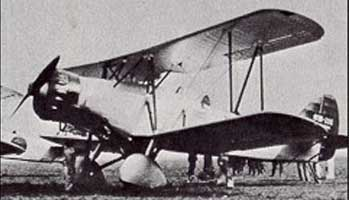
Un B4Y au stationnement. Notez les carénages enveloppants autour du train d'atterrissage.
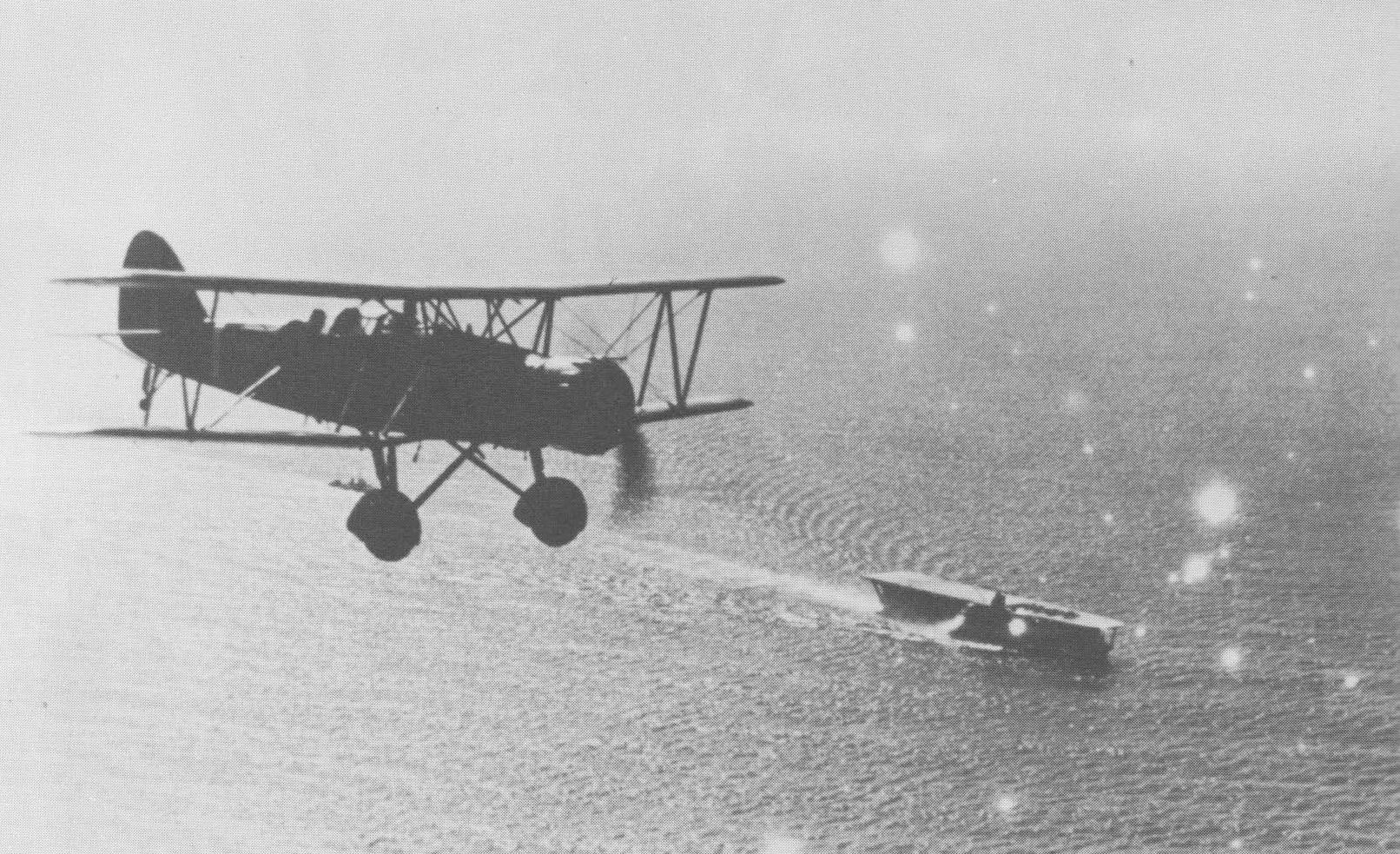
Un Type 96 en vol près du porte-avions japonais Kaga, au large de la Chine, vers 1937 ou 1938.